# Polyvinylpyrrolidone
Polyvinylpyrrolidone (PVP), còn được gọi polyvidone hoặc povidone, là một polymer tan trong nước được tổng hợp từ monome N -vinylpyrrolidone:

## Công dụng

### Y khoa
PVP đã được sử dụng như một thiết bị mở rộng thể tích huyết tương cho các nạn nhân bị chấn thương từ sau những năm 1950.
Nó được sử dụng như một chất kết dính trong nhiều loại thuốc; nó chỉ đơn giản là đi qua cơ thể khi uống. (Tuy nhiên, khám nghiệm tử thi đã phát hiện ra rằng Crospovidone (PVPP) góp phần làm tổn thương mạch máu phổi ở những người lạm dụng chất đã tiêm thuốc dược phẩm dành cho tiêu thụ bằng miệng. Các ảnh hưởng lâu dài của Crospovidone hoặc povidon trong phổi chưa được biết đến.)
PVP được thêm vào iod để tạo thành phức chất gọi là Povidone-iodine có đặc tính khử trùng. Phức hợp này được sử dụng trong các sản phẩm khác nhau như dung dịch, thuốc mỡ, thuốc bi, xà phòng lỏng và tẩy tế bào chết. Nó được biết đến dưới tên thương mại Pyodine và Betadine, trong số rất nhiều người khác.
Nó được sử dụng trong viêm màng phổi (hợp nhất màng phổi vì tràn dịch màng phổi không liên tục). Với mục đích này, iod Pididone có hiệu quả tương đương và an toàn như Talc, và có thể được ưa thích vì dễ có sẵn và chi phí thấp.
PVP được sử dụng trong một số kính áp tròng và các giải pháp đóng gói của chúng. Nó làm giảm ma sát, do đó hoạt động như một chất bôi trơn, hoặc chất làm ướt, được tích hợp vào ống kính. Ví dụ về việc sử dụng này bao gồm kính áp tròng Ultra của Bausch & Ngành với Công nghệ MoistureSeal  và giải pháp đóng gói kính áp tròng Air Optix (như một thành phần gọi là "copolyme 845").
PVP được sử dụng làm chất bôi trơn trong một số loại thuốc nhỏ mắt, ví dụ Soothe của Bausch & Lomb.

### Kỹ thuật
PVP cũng được sử dụng trong nhiều ứng dụng kỹ thuật:
- như một chất kết dính trong keo dính và chất kết dính nóng chảy
- như một chất phụ gia đặc biệt cho pin, gốm sứ, sợi thủy tinh, mực và giấy in phun, và trong quá trình bào hóa cơ học hóa học
- làm chất nhũ hóa và phân rã cho phản ứng trùng hợp dung dịch
- để tăng độ phân giải trong chất quang dẫn cho ống tia catốt (CRT) [9]
- trong nước làm nguội kim loại
- để sản xuất màng, chẳng hạn như lọc máu và lọc nước
- như một chất kết dính và phức tạp trong các ứng dụng nông nghiệp như bảo vệ cây trồng, xử lý hạt giống và lớp phủ
- như một chất làm đặc trong gel làm trắng răng [10]
- như một sự trợ giúp để tăng khả năng hòa tan của thuốc ở dạng bào chế lỏng và bán lỏng (siro, viên nang gelatine mềm) và như một chất ức chế tái kết tinh
- làm phụ gia cho bộ đệm chiết RNA của Doro
- như một chất tăng cường phân tán pha lỏng trong DOSY NMR [11]
- như một chất hoạt động bề mặt, chất khử, chất kiểm soát hình dạng và chất phân tán trong tổng hợp hạt nano và sự tự lắp ráp của chúng [12]
- như một chất ổn định trong tất cả các pin mặt trời vô cơ [13]

### Dược học
PVP được sử dụng rộng rãi như một tá dược vì tính an toàn và dễ sử dụng.
PVP là polyme thân nước thường được sử dụng để làm tăng độ nhớt, tăng độ ổn định cho hỗn dịch nồng độ thường được sử dụng là từ 0.1-10%.
PVP cũng được sử dụng để giải phóng kiểm soát thuốc trong một số công thức thuốc.
PVP kết hợp với CMC hoặc dẫn chất của cellulose để giảm chi phí tăng độ nhớt của dung dịch hoặc hỗn dịch.

### Công dụng khác
PVP liên kết với các phân tử cực đặc biệt tốt, nhờ vào sự phân cực của nó. Điều này đã dẫn đến ứng dụng của nó trong lớp phủ cho giấy và mực trong suốt chất lượng hình ảnh, cũng như mực cho máy in phun.
PVP cũng được sử dụng trong các sản phẩm chăm sóc cá nhân, như dầu gội và kem đánh răng, trong sơn và chất kết dính phải được làm ẩm, chẳng hạn như tem bưu chính và phong bì kiểu cũ. Nó cũng đã được sử dụng trong các giải pháp kính áp tròng và trong các giải pháp luyện thép. PVP là cơ sở của các công thức ban đầu cho thuốc xịt tóc và gel tóc, và vẫn tiếp tục là một thành phần của một số.
Là phụ gia thực phẩm, PVP là chất ổn định và có số E E1201. PVPP (crospovidone) là E1202. Nó cũng được sử dụng trong ngành công nghiệp rượu vang như một chất làm mịn cho rượu vang trắng và một số loại bia.
Trong sinh học phân tử, PVP có thể được sử dụng như một tác nhân ngăn chặn trong quá trình phân tích Southern blot như là một thành phần của bộ đệm Denhardt. Nó cũng đặc biệt tốt trong việc hấp thụ polyphenol trong quá trình tinh chế DNA. Polyphenol là phổ biến trong nhiều mô thực vật và có thể vô hiệu hóa protein nếu không được loại bỏ và do đó ức chế nhiều phản ứng xuôi dòng như PCR.
Trong kính hiển vi, PVP rất hữu ích để chế tạo môi trường lắp nước.
PVP có thể được sử dụng để sàng lọc các đặc tính phenolic, như được tham khảo trong một nghiên cứu năm 2000 về tác dụng của chiết xuất thực vật đối với việc sản xuất insulin.

## An toàn
Cơ quan Quản lý Thực phẩm và Dược phẩm Hoa Kỳ (FDA) đã phê duyệt hóa chất này cho nhiều mục đích sử dụng, và nó thường được coi là an toàn. Tuy nhiên, đã có tài liệu về các phản ứng dị ứng với PVP / povidone, đặc biệt liên quan đến việc sử dụng dưới da (áp dụng dưới da) và các tình huống mà PVP đã tiếp xúc với huyết thanh tự trị (dịch trong máu) và màng nhầy. Ví dụ, một cậu bé có phản ứng phản vệ sau khi áp dụng PVP-Iodine để điều trị bệnh chốc lở được phát hiện là dị ứng với thành phần PVP của dung dịch. Một người phụ nữ, người đã trải qua trước đây nổi mề đay (nổi mề đay) từ các sản phẩm tóc khác nhau, sau đó phát hiện có chứa PVP, đã có một phản vệ phản ứng sau povidone-iodine giải pháp đã được áp dụng trong nội bộ. Cô bị phát hiện dị ứng với PVP. Trong một trường hợp khác, một người đàn ông bị sốc phản vệ sau khi uống viên acetaminophen bằng miệng được phát hiện là dị ứng với PVP.
Povidone thường được sử dụng kết hợp với các hóa chất khác. Một số trong số này, chẳng hạn như iod, bị đổ lỗi cho phản ứng dị ứng, mặc dù kết quả xét nghiệm ở một số bệnh nhân cho thấy không có dấu hiệu dị ứng với hóa chất nghi ngờ. Thay vào đó, dị ứng do các hóa chất khác này có thể có thể do PVP gây ra.

## Tính chất
PVP hòa tan trong nước và các dung môi phân cực khác. Ví dụ, nó hòa tan trong các loại rượu khác nhau, chẳng hạn như metanol và ethanol, cũng như trong các dung môi kỳ lạ hơn như dung môi eutectic sâu được hình thành bởi choline chloride và urê (Relin). Khi khô, nó là một loại bột hút ẩm nhẹ, dễ dàng hấp thụ tới 40% trọng lượng của nó trong nước trong khí quyển. Trong giải pháp, nó có đặc tính làm ướt tuyệt vời và dễ dàng tạo thành phim. Điều này làm cho nó tốt như một lớp phủ hoặc phụ gia cho lớp phủ.
Một nghiên cứu năm 2014 đã tìm thấy tính chất huỳnh quang của PVP và thủy phân oxy hóa của nó.

## Lịch sử
PVP lần đầu tiên được Walter Reppe tổng hợp và một bằng sáng chế đã được nộp vào năm 1939 cho một trong những dẫn xuất của hóa học acetylene. PVP ban đầu được sử dụng như một chất thay thế huyết tương và sau đó trong rất nhiều ứng dụng trong y học, dược phẩm, mỹ phẩm và sản xuất công nghiệp.